# Академичен хор „Ангел Манолов“
Академичен хор „Ангел Манолов“ е български смесен хор, основан през 1933 година и първата творческа формация в пространството на Националния студентски дом. Основател на хора е маестро Ангел Манолов, който в продължение на повече от 50 години е негов диригент. Хорът приема името на основателя си след смъртта на Манолов през 1991 година. От 1998 година диригент на хора е маестра Дарена Попова, завършила Държавна музикална академия – София през 1984 г. със специалност хорово дирижиране в класа на проф. Васил Арнаудов.
През дългогодишната история на хора са се изявявали както стотици студенти, академични преподаватели и учени, така и някои световноизвестни български певци като Борис Христов, Николай Гяуров, Никола Гюзелев, Димитър Узунов, Стефан Еленков, Александрина Милчева, Анна Томова-Синтова, Галя Йончева и други.
През 2003 година, по повод 70-годишния му юбилей, Академичен хор „Ангел Манолов“ е отличен с наградата „Златна лира“ на Съюза на танцовите и музикални дейци в България. През годините Маестра Попова печели няколко пъти наградата за „Най-добър диригент“;: две награди “Best conductor prize „José Hódar“ в Торевиеха, Испания, съответно през 2005 г. и 2009 г., Фреамунде, Португалия (2010), както и „Най-добър диригент – награда Маестро“ – Хисаря, България (2015).